# Snellville
Snellville es una ciudad ubicada en el condado de Gwinnett en el estado estadounidense de Georgia. En el año 2000 tenía una población de 15.351 habitantes.

## Geografía
Snellville se encuentra ubicada en las coordenadas 33°51′30″N 84°0′23″O / 33.85833, -84.00639 (33.858439, -84.006324).
Según la Oficina del Censo, la localidad tiene un área total de 25,1 km² (9,7 mi²), de la cual 25 km² (9,7 mi²) es tierra y 0,1 km² (0 mi²) (0.30%) es agua.

## Demografía
Según la Oficina del Censo en 2000 los ingresos medios por hogar en la localidad eran de $89,715, y los ingresos medios por familia eran $96,077. Los hombres tenían unos ingresos medios de $82,861 frente a los $51,972 para las mujeres. La renta per cápita para la localidad era de 75,992. 